# تأثير القاعدة (التضخم)
تأثير القاعدة يتعلق بالتضخم في نفس الفترة من العام السابق، إذا كان معدل التضخم منخفض جداً في نفس الفترة من العام السابق، حتى ولو كان هناك ارتفاع طفيف في مؤشر الأسعار سيعطي حسابياً ارتفاع في معدل التضخم.
من ناحية أخرى، إذا ارتفع سعر المؤشر بمعدل مرتفع في الفترة المماثلة من العام السابق وسجل معدل التضخم ارتفاعاً، فإن زيادة مماثلة في سعر المؤشر سوف يُظهِر انخفاض في معدل التضخم.
مثال على تأثير القاعدة: سعر المؤشر ارتفع من 100 إلى 150 ثم أصبح 200. الزيادة الأولية بـ 50 يعطي نسبة زيادة 50%، لكن الزيادة اللاحقة بـ 50 يعطي نسبة الزيادة 33.33%. يحدث هذا حسابياً والأساس الذي يتم فيه حساب النسبة ارتفع من 100 إلى 150.
تفسير الظاهرة:
هذا الاختلاف ناتج عن تغير المقام في معادلة حساب النسبة المئوية، وهو ما أكدته تقارير البنوك المركزية وصندوق النقد الدولي كمحدد رئيسي لتقلبات معدلات التضخم الظاهرية [ECB, 2023; IMF, 2021].

### العلاقة بين تأثير القاعدة والركود التضخمي
قد يُساهم تأثير القاعدة في تعقيد تشخيص الركود التضخمي (Stagflation) - وهي الحالة التي يجتمع فيها ارتفاع التضخم مع ركود النمو الاقتصادي. فخلال فترات الركود، تشهد الأسعار تقلبات حادة تُنتِج قواعدَ سنوية غير مستقرة (منخفضة أو مرتفعة بشكل استثنائي). هذا قد يؤدي إلى:
تضخيم قراءات التضخم ظاهرياً إذا كانت القاعدة منخفضة (حتى دون تحسن اقتصادي حقيقي).
إخفاء استمرار التضخم إذا كانت القاعدة مرتفعة (مما يُصعّب تحديد حالة الركود التضخمي بدقة).
مثال تاريخي:
خلال أزمة الركود التضخمي في السبعينات، لوحظ أن تقلبات أسعار النفط الخام أحدثت قواعدَ سنوية مشوّهة، حيث أشارت بيانات التضخم إلى "انخفاض" كاذب في بعض الفترات رغم استمرار الضغوط التضخمية [IMF Working Paper, 2022].